# Pensionaris
Pensionaris of advocaat was de aanduiding voor de voornaamste adviseur in dienst van een stad of gewest in de Lage Landen. In het eerste geval werd de functie ook aangeduid als stad(s)pensionaris, in het tweede geval als raad(s)pensionaris.

## Titel
De titel pensionaris is afgeleid van het Latijnse woord voor salaris, pensio, dat de bekleder van dit ambt deze ontving. De aanduiding kwam op in Vlaanderen onder landheer Filips de Goede (1396 – 1467); in Holland, Friesland, Gelderland en Zeeland onder Karel de Stoute (1433-1477). In het Sticht Utrecht werd de titel ook overgenomen. De adviseur van de gewestelijke Statenvergadering heette raadpensionaris.
Vóór de periode van met loon gesalarieerde adviseurs omringden machthebbers zich vooral met  adviseurs die op een andere manier voor hun positie en werk een tegenprestatie ontvingen. Bijvoorbeeld omdat ze bezitsrechten hadden gekregen over een deel van het grondgebied dat de machthebber bestuurde (feodalisme). Het voorbeeld van het geven van een salaris aan adviseurs werd gevolgd door verschillende steden.
De stedelijke pensionaris werd aangesteld door de vroedschap. De volgende Nederlandse steden kenden pensionarissen: Alkmaar, Amsterdam, Haarlem, Leiden, Delft, Gouda, Gorinchem, Dordrecht, Brielle, Middelburg, Rotterdam en Maastricht (in die laatste stad telkens twee, vanwege de tweeherigheid). In sommige steden, zoals in Groningen of Emden, was de benaming van deze functionaris syndicus in plaats van pensionaris.

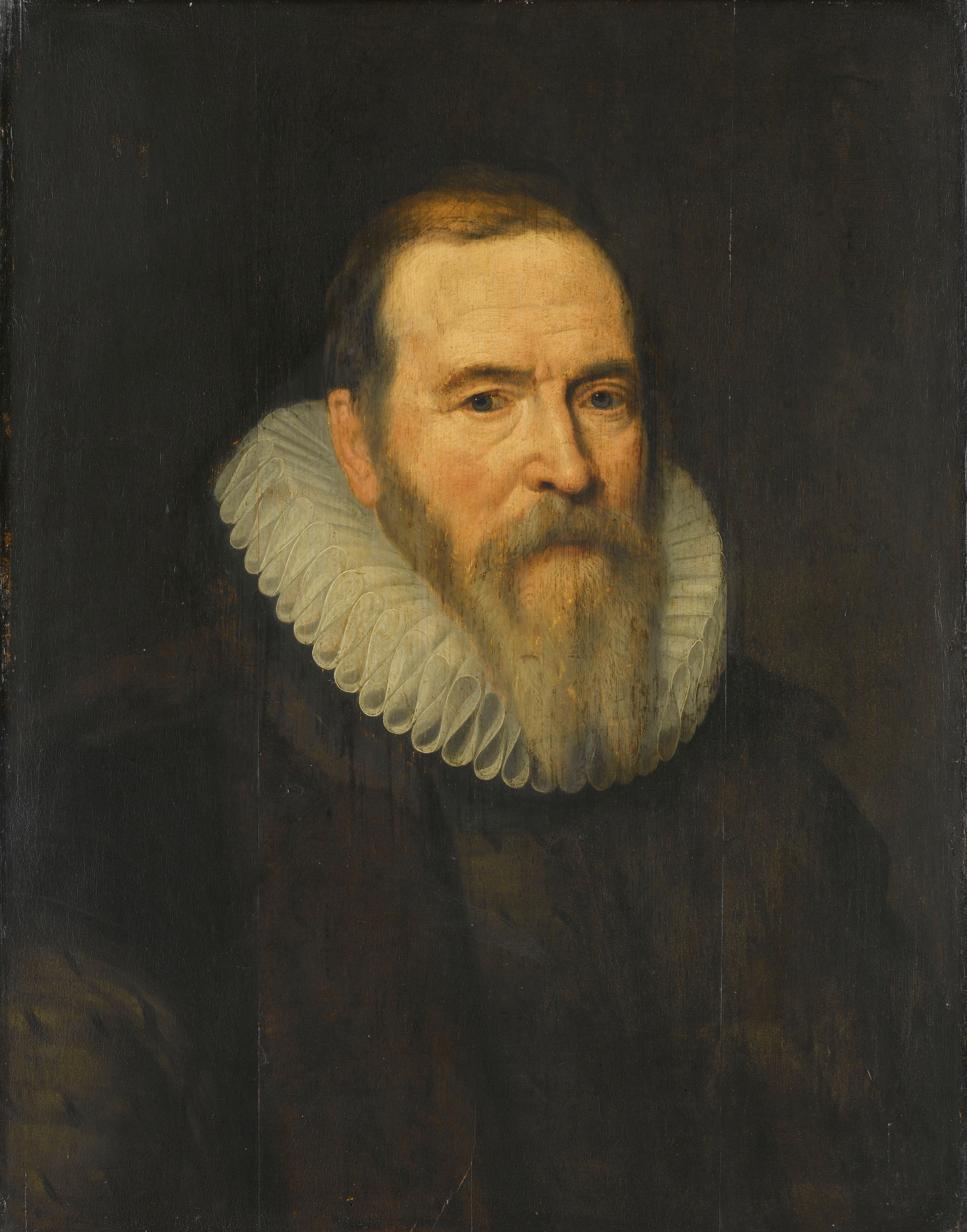
Johan van Oldenbarnevelt, geschilderd door Van Mierevelt, was stadspensionaris van Rotterdam van 1576-1586.

## Taken
De voornaamste taak van de pensionaris was het adviseren van het bestuur van een stad of gewest in juridische aangelegenheden. Hij hield niet alleen de door de stad of het gewest gevoerde processen in de gaten, maar trad ook op als woordvoerder in de gewestelijke Statenvergaderingen. Voorbeelden van juridische processen waren bijvoorbeeld twisten met naastgelegen steden over tolrechten of andere privileges.
Meestal behoorde ook het toezicht op de secretarie en de (stedelijke) financiën tot zijn takenpakket. In eerste instantie trad de pensionaris ook op als secretaris bij de vergaderingen van de burgemeesters, de vroedschap en het gerecht, maar hij werd als gevolg van de uitbreiding van zijn werkzaamheden later vaak vervangen door een secretaris.
Doordat de pensionaris vast in dienst was, in tegenstelling tot de bij toerbeurt optredende regenten, kon hij vaak grote invloed uitoefenen op de stedelijke politiek. De bestuurlijke en ambtelijke aspecten waren niet duidelijk gescheiden.